# Joy Reid (Badminton)
Joy Reid (* um 1959, verheiratete Joy Rumgay) ist eine schottische Badmintonspielerin.

## Karriere
Joy Reid gewann in Schottland drei Juniorentitel und den Junioren-Vizeeuropameistertitel, bevor sie 1980 ihren einzigen nationalen Titel bei den Erwachsenen erkämpfen konnte. Im gleichen Jahr siegte sie auch bei den Irish Open. Sieben Mal stand sie im Nationalteam.

## Sportliche Erfolge
| Saison | Veranstaltung                       | Disziplin   | Platz | Name                        |
| ------ | ----------------------------------- | ----------- | ----- | --------------------------- |
| 1977   | Junioren-Europameisterschaft        | Damendoppel | 2     | Pamela Hamilton / Joy Reid  |
| 1978   | Schottland: Juniorenmeisterschaften | Mixed       | 1     | Alastair Baker / Joy Reid   |
| 1978   | Schottland: Juniorenmeisterschaften | Dameneinzel | 1     | Joy Reid                    |
| 1978   | Schottland: Juniorenmeisterschaften | Damendoppel | 1     | Joy Reid / Gill Crombie     |
| 1980   | Irish Open                          | Damendoppel | 1     | Christine Heatly / Joy Reid |
| 1980   | Schottland: Einzelmeisterschaften   | Damendoppel | 1     | Christine Heatly / Joy Reid |